# Solhan (Burkina Faso)
Pour les articles homonymes, voir Solhan.
Solhan est une localité et le chef-lieu du département de Solhan dans la province du Yagha de la région Sahel au Burkina Faso.

## Géographie
La commune est traversée par la route nationale 24 reliant Dori à Sebba.

## Histoire
Dans la nuit du 4 au 5 juin 2021 une attaque d'un groupe djihadiste armé contre des Volontaires pour la défense de la patrie (VDP) fait 160 morts parmi les villageois de Solhan, ainsi que des dégâts matériels importants (incendie du marché et d'habitations), dans ce qui constitue l'un des plus violents et meurtriers actes terroristes qu'a connu le pays depuis de début de l'insurrection djihadiste au Burkina Faso en 2015,. Le président Roch Kaboré décrète trois jours de deuil national.

## Éducation et santé
Solhan accueille un centre de santé et de promotion sociale (CSPS) tandis que le centre médical avec antenne chirurgicale (CMA) de la province se trouve à Sebba. 
La ville possède deux écoles primaires publiques et un collège d'enseignement général (CEG).